# Ciro Verratti
Ciro Verratti (Archi, 17 agosto 1907 – Milano, 6 luglio 1971) è stato uno schermidore e giornalista italiano.

## Biografia
Specialista del fioretto, raggiunse importanti traguardi sia individuali sia di squadra. 
Nel 1928 vince l'oro individuale e a squadre nel fioretto ai Mondiali Universitari di Parigi. Nel 1929 vince il titolo mondiale a squadre a Napoli e nel 1930 torna alle competizioni universitarie, vincendo un argento individuale e l'oro a squadre sempre nel fioretto ai Mondiali Universitari di Darmstadt.
Parallelamente all'attività agonistica, fin dal 1930 incominciò a collaborare con diverse testate come giornalista sportivo.
Il suo ritratto (Atleta in attesa o Campione olimpico) a grandezza naturale venne eseguito nel 1932 da Lucio Fontana in un'eccezionale scultura di gesso colorato di azzurro che dissolve la scultura nella pittura, esposto alla III Mostra d'Arte del Sindacato Regionale Fascista delle Belle Arti di Lombardia, oggi conservato alla Fondazione Cassa di Risparmio di Bologna.
Nel 1933 vince l'argento individuale (perdendo la finale contro Renzo Nostini) e l'oro a squadre nel fioretto ai Campionati Mondiali Universitari di Torino. Nello stesso anno si laurea ed entra a lavorare al Corriere della Sera. Riduce l'impegno sportivo, abbandonando sciabola e spada, ma nel 1935 è nella squadra che vince l'oro ai "campionati internazionali" (di lì a poco ribattezzati "campionati mondiali") di Losanna.
Il più importante risultato della sua carriera è la medaglia d'oro nel fioretto a squadre conquistata alle Olimpiadi di Berlino del 1936, in una squadra composta anche da Giorgio Bocchino, Manlio Di Rosa, Giulio Gaudini, Gioacchino Guaragna e Gustavo Marzi.
Appassionato di bridge (rinominato "ponte" per dettami fascisti), nel 1937 fu tra gli otto fondatori dell'Associazione Italiana Ponte (oggi Federazione Italiana Gioco Bridge). 
Continuando a gareggiare nel fioretto, vinse il campionato italiano assoluto del 1939, unico titolo che ancora gli mancava.
Nel 1961 divenne inviato speciale per il Corriere della Sera, per il quale curò soprattutto cronache di ciclismo, in particolare al Giro d'Italia e al Tour de France.
Morì in un incidente stradale nel 1971, al termine della 14^ tappa del Giro.

## Palmarès

### Risultati élite
In carriera ha ottenuto i seguenti risultati:
Giochi olimpici
Individuale
A squadre
- Oro nel fioretto a Berlino 1936

Mondiali
Individuale
A squadre
- Oro nel fioretto a Napoli 1929
- Oro nel fioretto a Losanna 1935

Mondiali universitari
Individuale
- Oro nel fioretto ai Mondiali universitari di Parigi 1928
- Argento nel fioretto ai Mondiali universitari di Darmstadt 1930
- Argento nel fioretto ai Mondiali universitari di Torino 1933

A squadre
- Oro nel fioretto ai Mondiali universitari di Parigi 1928
- Oro nel fioretto ai Mondiali universitari di Darmstadt 1930
- Oro nel fioretto ai Mondiali universitari di Torino 1933

Campionati italiani
Individuale
- Oro nel fioretto nel 1939

A squadre

## Il cinema
Nel 1936 gli viene proposto di interpretare il protagonista nel film di cappa e spada Il corsaro nero, per la regia di Amleto Palermi, girato presso gli studi della Cines a Roma. Sarà l'unica esperienza davanti alla macchina da presa. Sua compagna di lavoro fu Ada Biagini, anche lei campionessa di scherma.

## La radio
Negli anni dal 1957 al 1961 partecipa, come giornalista, al programma di attualità sportive: Sala stampa sport, in onda, da Milano  sulla RAI, le domeniche di campionato di calcio alle ore 11:45 nel secondo programma radiofonico.